# Porterandia bruneiensis
Porterandia bruneiensis är en måreväxtart som beskrevs av Zahid. Porterandia bruneiensis ingår i släktet Porterandia och familjen måreväxter. Inga underarter finns listade i Catalogue of Life.